# Direction générale du Renseignement militaire

Insigne du DGFI.

La direction générale du Renseignement militaire (bengali : প্রতিরক্ষা গোয়েন্দা মহাপরিদপ্তর ; anglais : Directorate General of Forces Intelligence, en abrégé DGFI), fondée en tant que direction du Renseignement militaire (Directorate of Forces Intelligence, DFI) par Ziaur Rahman (alors président de la République), est un des principaux services de renseignement du Bangladesh. Avec le National Security Intelligence (en) (NSI), il est un des deux organismes qui constituent probablement les principales composantes de la communauté du renseignement du pays.
Son quartier général est à Dacca. Le directeur général du DGFI est le major-général Mollah Fazle Akbar. Il y a sept autres directeurs, qui sont des généraux de brigade. 
Le Bureau de l'antiterrorisme (en) (CTIB), unité du DGFI, possède des liens avec la police et à l'étranger.